# International Football Association Board
L'International Football Association Board (IFAB) (en français : « Conseil international du football association ») est l'instance qui détermine et fait évoluer les règles du jeu du football. Elle est composée de représentants de la Fédération internationale de football association (FIFA) et des quatre fédérations britanniques « pionnières » du football, les fédérations anglaise, écossaise, galloise et nord-irlandaise.

## Fonctionnement
Lors des prises de décisions, la FIFA a quatre voix et les fédérations britanniques une voix chacune. Les décisions de l’IFAB sont approuvées lorsqu’elles recueillent au moins six voix. Le quorum est de quatre cinquièmes des organisations (FIFA et fédérations). Cela rend nécessaire l’approbation de la FIFA pour chaque décision de l’IFAB, mais la FIFA seule ne peut modifier les règles du football sans qu’elles soient approuvées par au moins deux autres membres de l’IFAB.
L’IFAB tient deux réunions par an, l’une pour décider d’éventuelles nouvelles règles, et l’autre pour des décisions internes. Ces réunions se tiennent par rotation — et dans cet ordre — en Angleterre, en Écosse, au Pays-de-Galles et en Irlande du Nord sauf l'année de la coupe du monde où la FIFA choisit le lieu. Le président de la fédération hôte préside alors le board.
La première est appelée l'Annual General Meeting (AGA), la réunion générale annuelle, et se tient en février ou mars, et la seconde l’Annual Business Meeting, réunion économique annuelle, et se tient en septembre ou octobre. Une réunion exceptionnelle, Special Meeting, peut éventuellement se tenir en plus. Ce fut le cas en décembre 2012 avec une réunion à Zurich au siège de la FIFA.
Chacun des membres de l'IFAB peut faire parvenir par écrit au secrétaire de la fédération organisatrice de l'assemblée générale annuelle des suggestions, des propositions pour modifier les lois de jeu, des demandes d'expérimentation ou tout autre point dont il souhaiterait débattre. Ces propositions doivent être envoyées avant le 1er décembre de l'année précédant celle de l'assemblée générale annuelle. Elles sont alors imprimées puis distribuées aux autres membres avant le 14 décembre. Des amendements ou modifications peuvent être apportés aux propositions initiales jusqu'au 14 janvier. L'ordre du jour est ensuite fixé et envoyé aux membres de l'IFAB avant le 2 février.
Les confédérations ou les 211 fédérations nationales affiliées à la FIFA doivent faire leur suggestions ou propositions de modification ou demande d'expérimentation sur les lois du jeu à la FIFA suffisamment à l'avance pour que celle-ci les étudie et décide ou non de les soumettre à l'IFAB lors de l'assemblée générale annuelle.
Tous les changements apportés aux lois du jeu doivent obligatoirement être appliqués 
par les fédérations et confédérations affiliées à la FIFA à compter du 1er juillet suivant l'assemblée générale annuelle où ces changements ont été décidés. Pour les fédérations ou confédérations dont la saison se terminerait plus tard, un délai est accordé jusqu'au début de la saison suivante.

## Historique
Même si les règles commençaient à être standardisées au début des années 1880, les quatre associations de football du Royaume-Uni appliquaient des règles encore différentes. Cela posait des problèmes lors de rencontres inter-associations avec l'obligation de définir quelles règles allaient être appliquées avant le match. Pour y remédier, les quatre fédérations, la fédération anglaise, la fédération écossaise, la fédération galloise et la fédération irlandaise (l'Irlande est alors entièrement britannique) se réunissent le 6 décembre 1882 à Manchester (nord-ouest de l'Angleterre) pour convenir des règles communes à appliquer au jeu et propose d'établir un conseil (board) permanent responsable des règles du jeu. Elles décident également de  créer la première des compétitions internationales : le British Home Championship.
La première réunion de l'IFAB se tient le mercredi 2 juin 1886,  dans les bureaux de la Fédération anglaise, au viaduc de Holborn à Londres en Angleterre. Les quatre fédérations ont alors deux représentants au sein du board.
La Fédération internationale de football association (FIFA) est créée à Paris en France en 1904, représentant sept pays, et décide de faire appliquer les règles du jeu telles que définies par l'International Board.
La popularité croissante du football hors du Royaume-Uni conduit à l’admission, en 1913, de représentants de la FIFA à l’IFAB (le président de la FIFA est alors l'ancien président de la fédération anglaise, Daniel Burley Woolfall). La FIFA ne possède alors que deux voix, le même nombre que chacune des quatre fédérations britanniques et les décisions nécessitent une majorité des 4/5e pour être adoptées ce qui signifie que si les quatre fédérations britanniques votent ensemble, elles peuvent imposer leur décision à la FIFA.
Le système de vote actuel est finalement adopté en 1958. La FIFA passe à quatre voix, et les fédérations des îles britanniques n'ont plus qu'une voix chacune. Ces règles sont restées inchangées depuis lors.

## Critiques et évolutions récentes
L'IFAB est régulièrement accusé de conservatisme par rapport à l'évolution des règles du jeu. Ses détracteurs estiment que cela est dû en partie à la sur-représentation du football britannique, « inventeur » du football et à l'adoption des changements des règles à la majorité des trois quarts. Ils pensent que le Board devrait plus s'ouvrir aux influences des autres continents (à l'exemple de la polémique sur le maillot de l'équipe nationale du Cameroun et aux recommandations de l'IFAB qui en ont suivi).
Ses défenseurs estiment quant à eux que le succès mondial du football est dû à la simplicité et l'immuabilité des règles de base de ce sport dont l'IFAB constitue le « gardien du Temple ».
En 2010, plusieurs polémiques ont concerné l'IFAB, notamment à la suite de faits de jeux contestés durant la Coupe du monde en Afrique du Sud (simulations, buts validés ou invalidés à tort). Les détracteurs de l'IFAB mettent en avant différentes solutions faisant intervenir les nouvelles technologies comme l'arbitrage vidéo afin d'éviter ces erreurs, notamment sous prétexte qu'elles sont utilisées dans d'autres sports. À la suite de ces évènements, le président de la FIFA Sepp Blatter a fait part des excuses au nom de son organisation aux fédérations ayant été flouées. Plusieurs pistes concrètes sont évoquées, comme l'aide technologique à la validation du franchissement de la ligne de but et l'arbitrage à cinq.
À l'issue du congrès de la FIFA de 2011, il avait été demandé à l'IFAB de « s'auto-réformer ». Après un travail d'évaluation, l'IFAB a décidé de garder sa composition inchangée mais a admis la nécessité d'une consultation plus régulière des acteurs du football pour améliorer son processus de décision et permettre plus de transparence. Deux organes consultatifs ont donc été créés : un panel technique avec des experts de l'arbitrage du monde entier, et un panel football composé de 20 anciens joueurs et techniciens, des entraîneurs en activité, des membres de la FIFPRO et des directeurs techniques des Confédérations.